# The Last Boy
The Last Boy è un film del 2019 diretto da Perry Bhandal.

## Trama
In un mondo devastato e con pochi sopravvissuti, una donna morente invia il suo giovane figlio alla ricerca di un luogo leggendario che sembra esaudire i desideri.

## Riconoscimenti
- 2019 - Boston Science Fiction Film Festival
  - Nomination Miglior film